# Museo storico navale
Il Museo storico navale, situato presso l'Arsenale di Venezia e di proprietà della Marina Militare italiana, espone in via permanente una raccolta di testimonianze, di vestigia e di cimeli storici riguardanti la navigazione ed in particolare la storia marinara italiana e della marineria veneziana.

## Storia
Il museo è nato ufficialmente nel 1923 "per rendere più palese quanto in ogni tempo sia stato ardito lo spirito navale italiano" (Gazzetta Ufficiale), unitamente al Museo tecnico navale di La Spezia. Entrambi i musei sono gestiti dalla Marina Militare.
Nel 1964 si decise di trasferire il museo dall'Arsenale all'edificio attuale, un grande fabbricato di cinque piani che fu un tempo uno dei granai della Repubblica di Venezia, destinato a rifornire la flotta e i vicini forni per la produzione del biscotto, principale alimento dei galeotti.

## Struttura
L'edificio principale raccoglie cimeli artistici e storici legati alla storia della marina italiana distribuiti in 42 sale espositive su un totale di cinque piani.
Fanno parte del museo anche il "padiglione delle Navi" nell'antica officina dei remi dell'arsenale e la chiesa di San Biagio, antico luogo di culto della marineria veneta e poi austriaca, infine adibita alle funzioni religiose del personale della Marina Militare.

### Piano terra, primo e secondo piano
All'esterno, a ridosso dell'edificio presso l'ingresso, dal 1961 sono collocate due ancore di due corazzate austro-ungariche della prima guerra mondiale, una della SMS Viribus Unitis e l'altra della SMS Tegetthoff, le cui gemelle sono poste all'ingresso di Palazzo Marina a Roma.
I primi tre livelli sono dedicati alle imprese, alle attrezzature e ai personaggi della Marina di Venezia e della Marina italiana, con alcune testimonianze delle altre Repubbliche marinare al secondo piano. Sempre al secondo livello, è presente una sala dedicata al Bucintoro, l'antica imbarcazione da cerimonia del doge.

### Terzo piano
Qui sono esposti modelli di imbarcazioni tipiche della laguna di Venezia, imbarcazioni da pesca e varie gondole, tra cui quella donata da Peggy Guggenheim al museo dopo la sua morte.
Altri modelli di navi orientali e cimeli vari sono sistemati in un'ulteriore sala.

### Quarto piano
Il quarto piano, chiamato anche "Sala svedese", è dedicato ai legami tra Venezia e la Svezia e tra la Marina italiana e quella svedese, mostrando l'aiuto che le nostre industrie hanno portato alla formazione della marina e dell'aviazione del paese scandinavo.
In una piccola sala a cui si accede tramite una scala è stata sistemata una ricca collezione di conchiglie donata da Roberta di Camerino.

### Padiglione delle navi
Aperto al pubblico solo in particolari occasioni, nel padiglione sono esposte autentiche navi veneziane e militari ed una parte della sala macchine del panfilo Elettra.
Vi è conservata la campana della R. N. coloniale Eritrea.

### Chiesa di San Biagio
La chiesa ancora oggi appartiene alla Marina Militare e da sempre, gli equipaggi delle navi di stanza a Venezia, qui "prendevano messa" prima di uscire in mare. Anche il giovane allievo Guglielmo Teghetoff vi si recava la domenica, durante gli anni in cui fu allievo del vicino Collegio Navale (accademia) situato allora nell'ex convento di Sant'Anna a Castello, tra il 1840 ed il 1845.
Nella chiesa è conservato il corpo dell'ammiraglio Angelo Emo, ed è esposto un dipinto olio su tela del pittore Giuseppe Frascaroli, che ritrae Santa Barbara, patrona dei marinai.

## La collezione

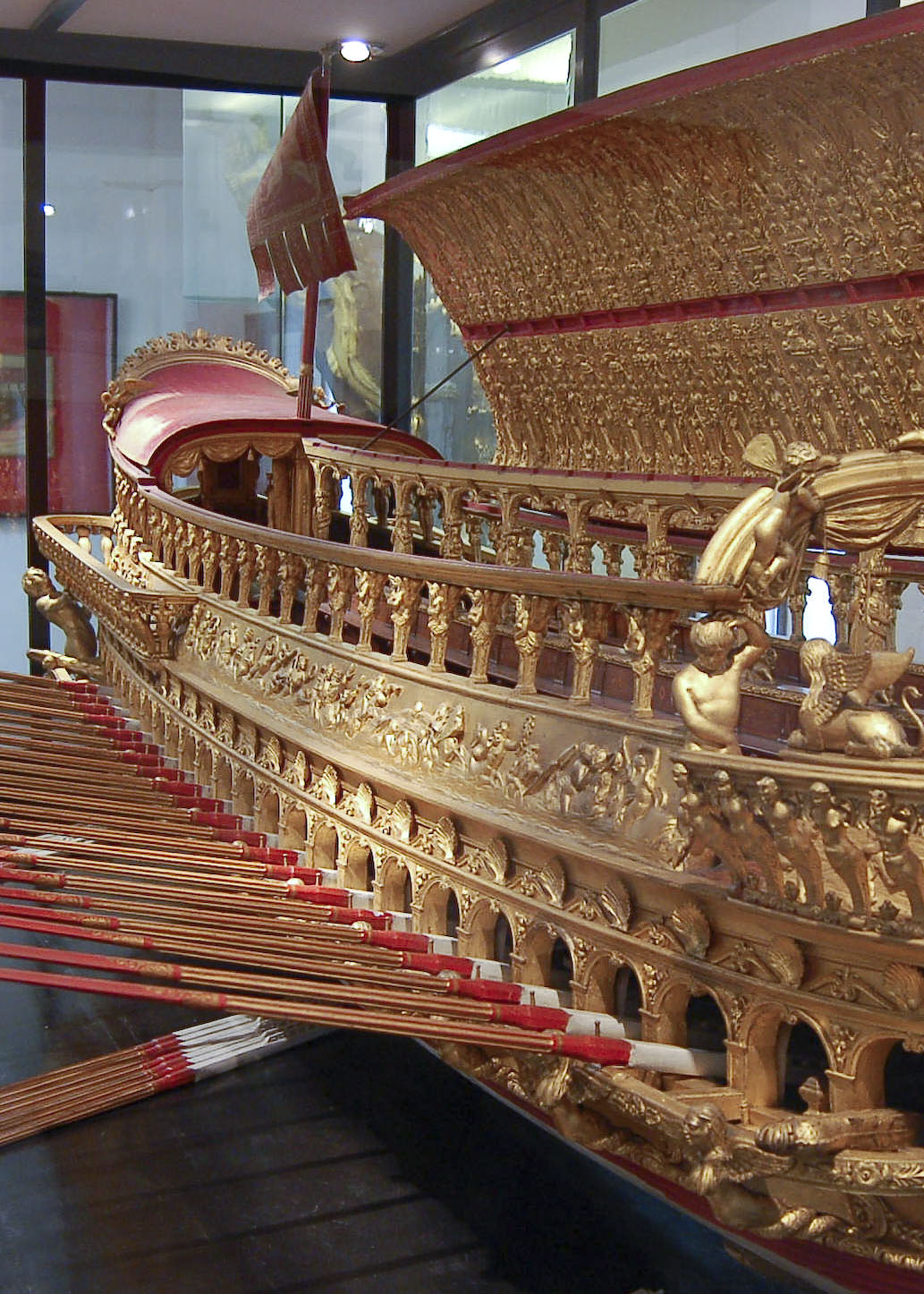
Vista laterale del modello del Bucintoro
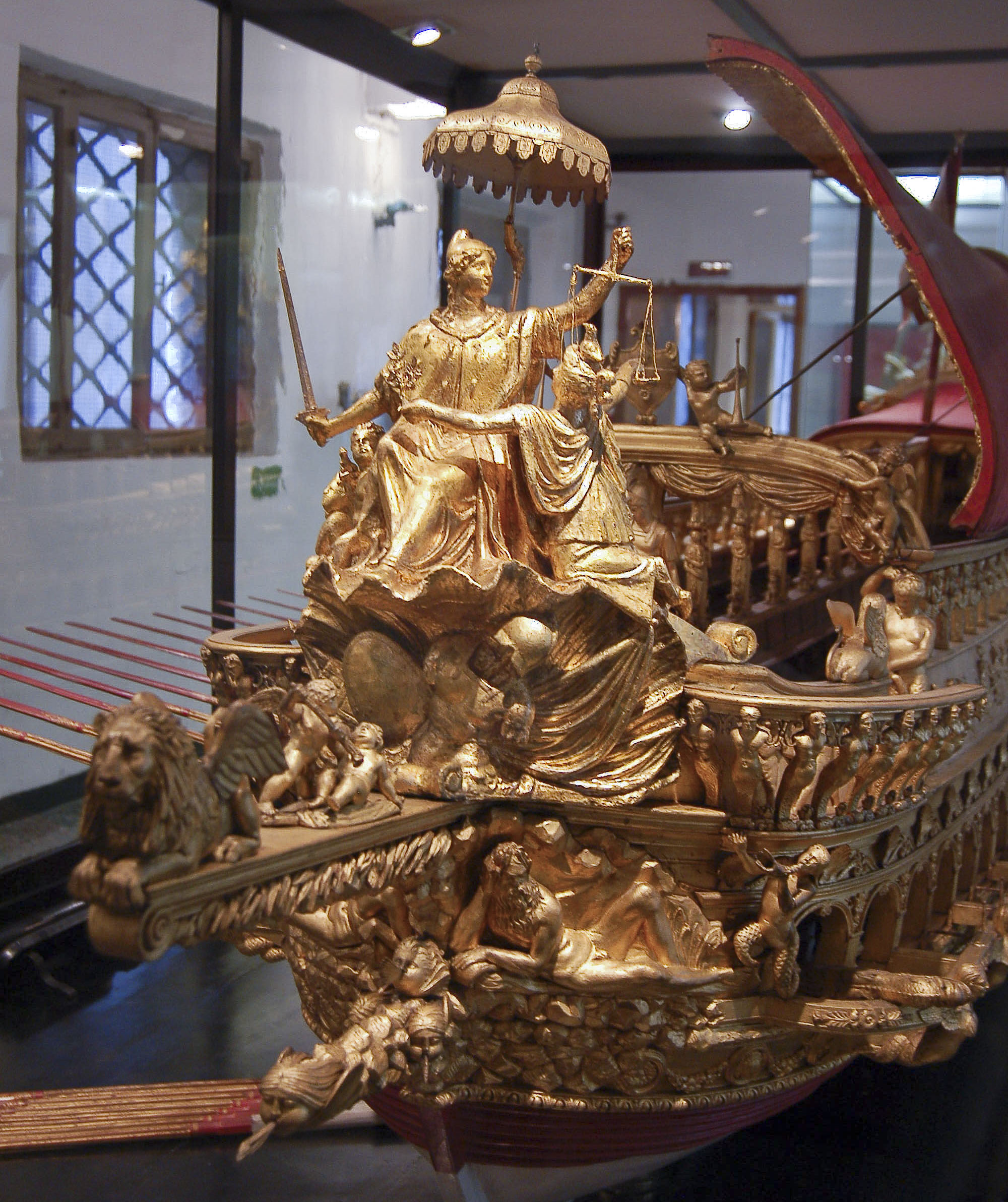
La prua del Bucintoro
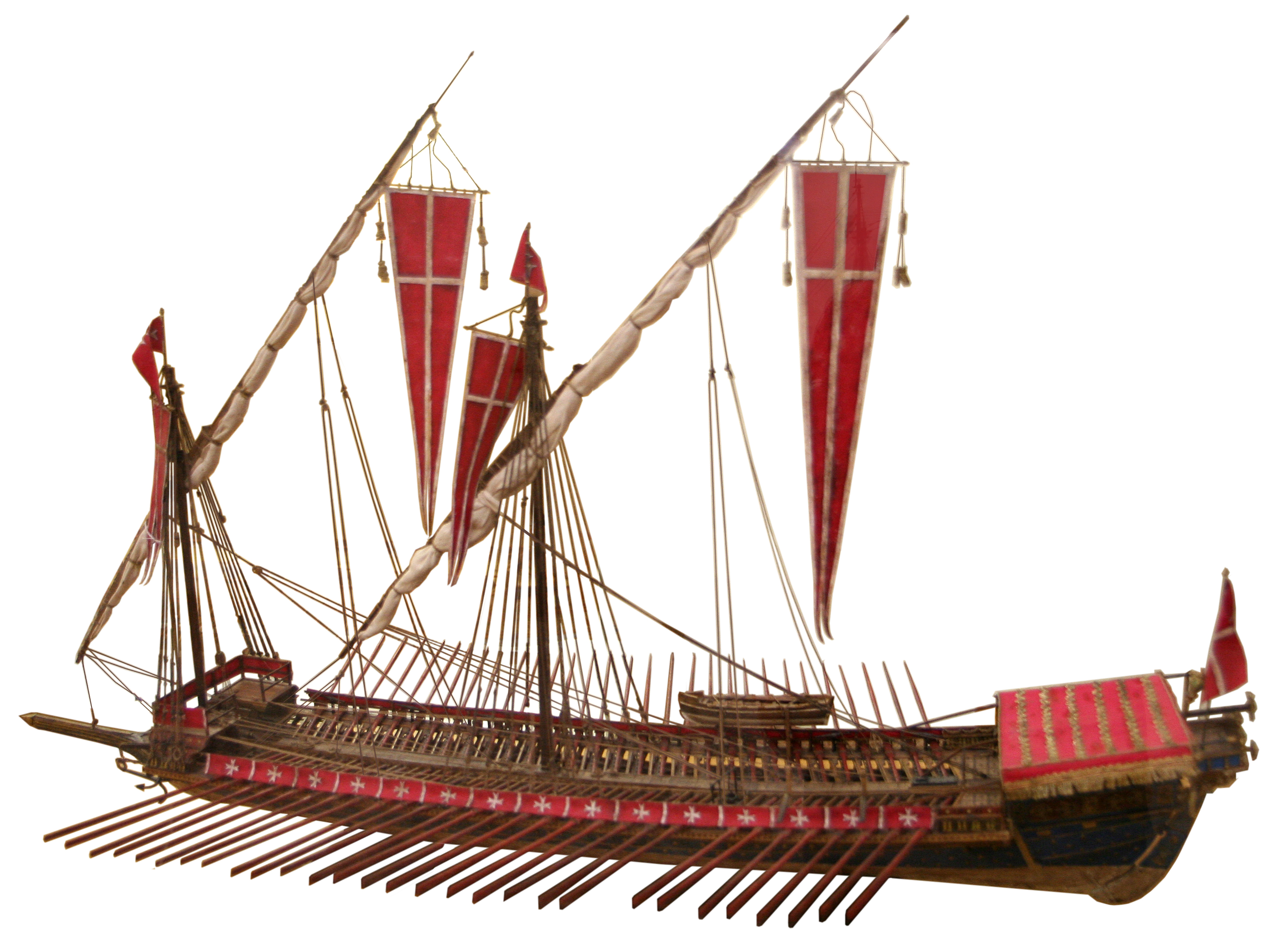
Modello in scala ridotta di una galea dei cavalieri di Malta
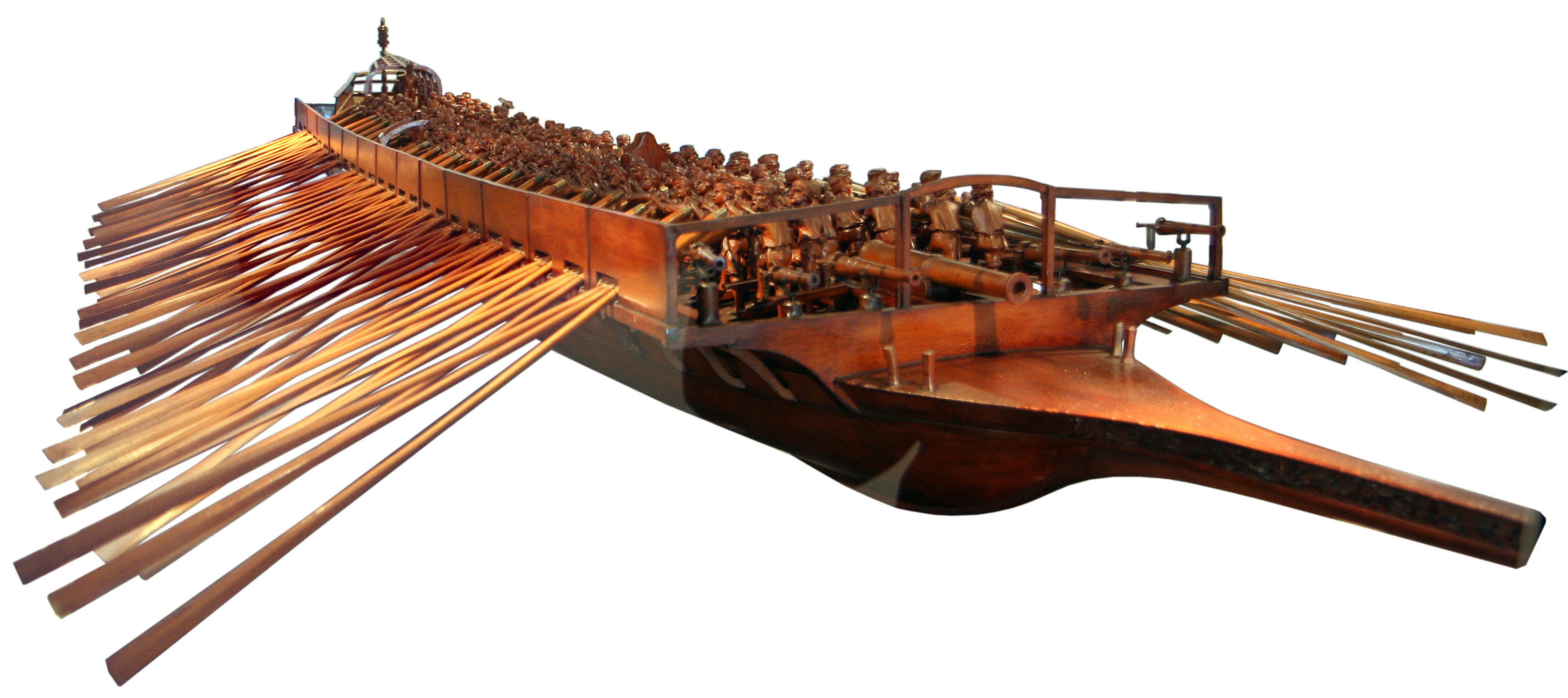
Ricostruzione di una galea sottile veneziana
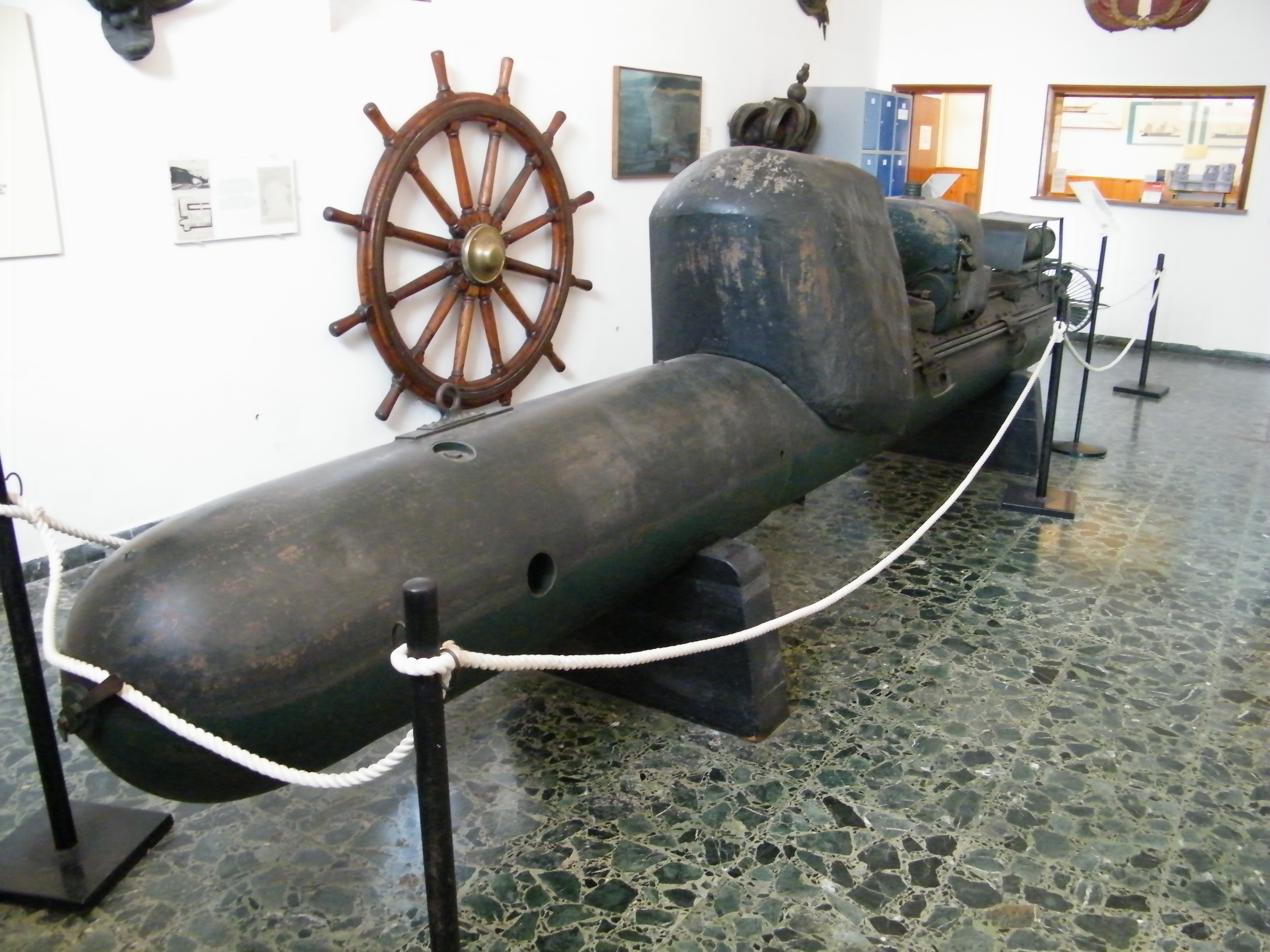
Siluro a lenta corsa italiano esposto all'ingresso del museo
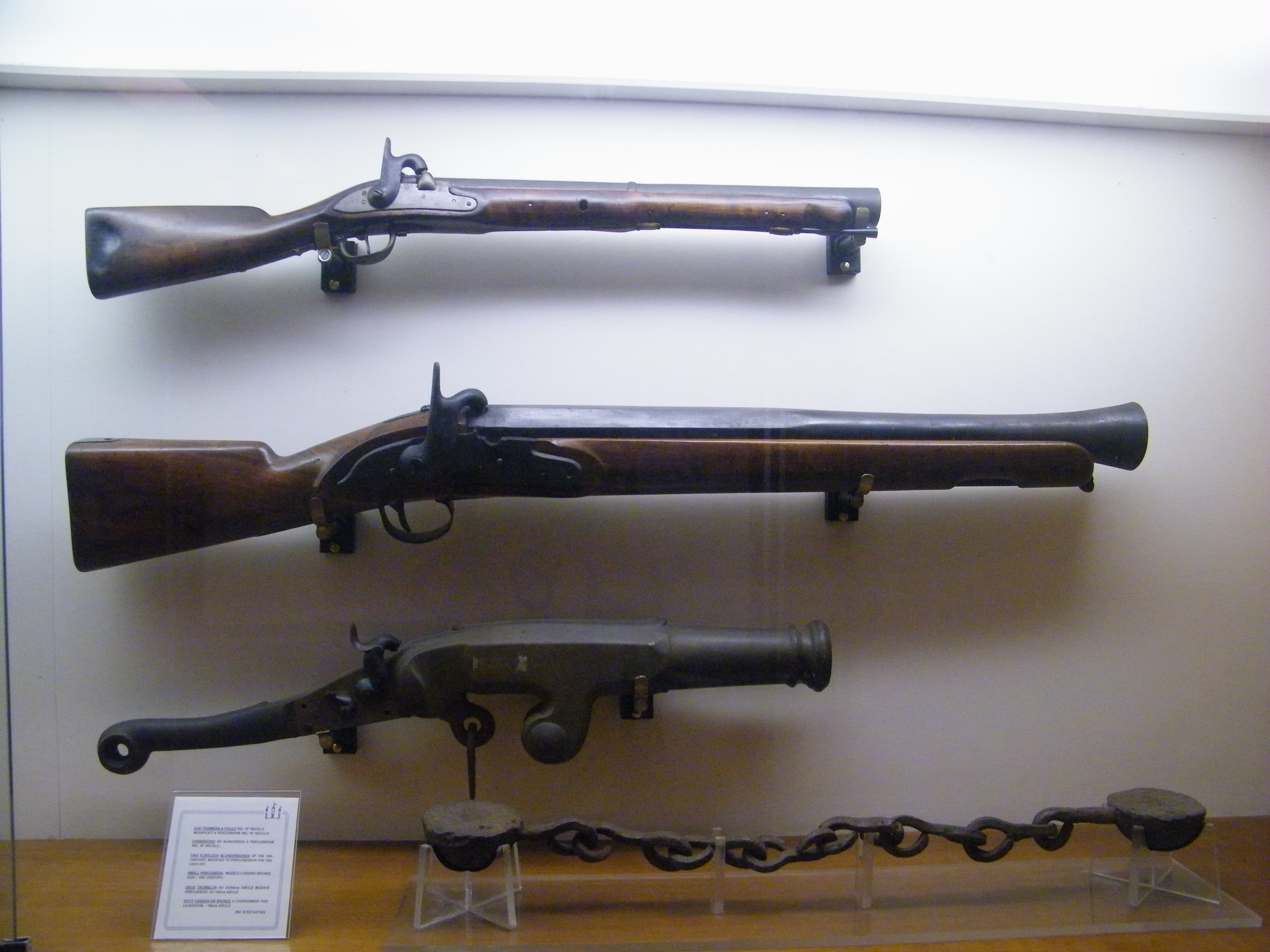
Qualche antico fucile
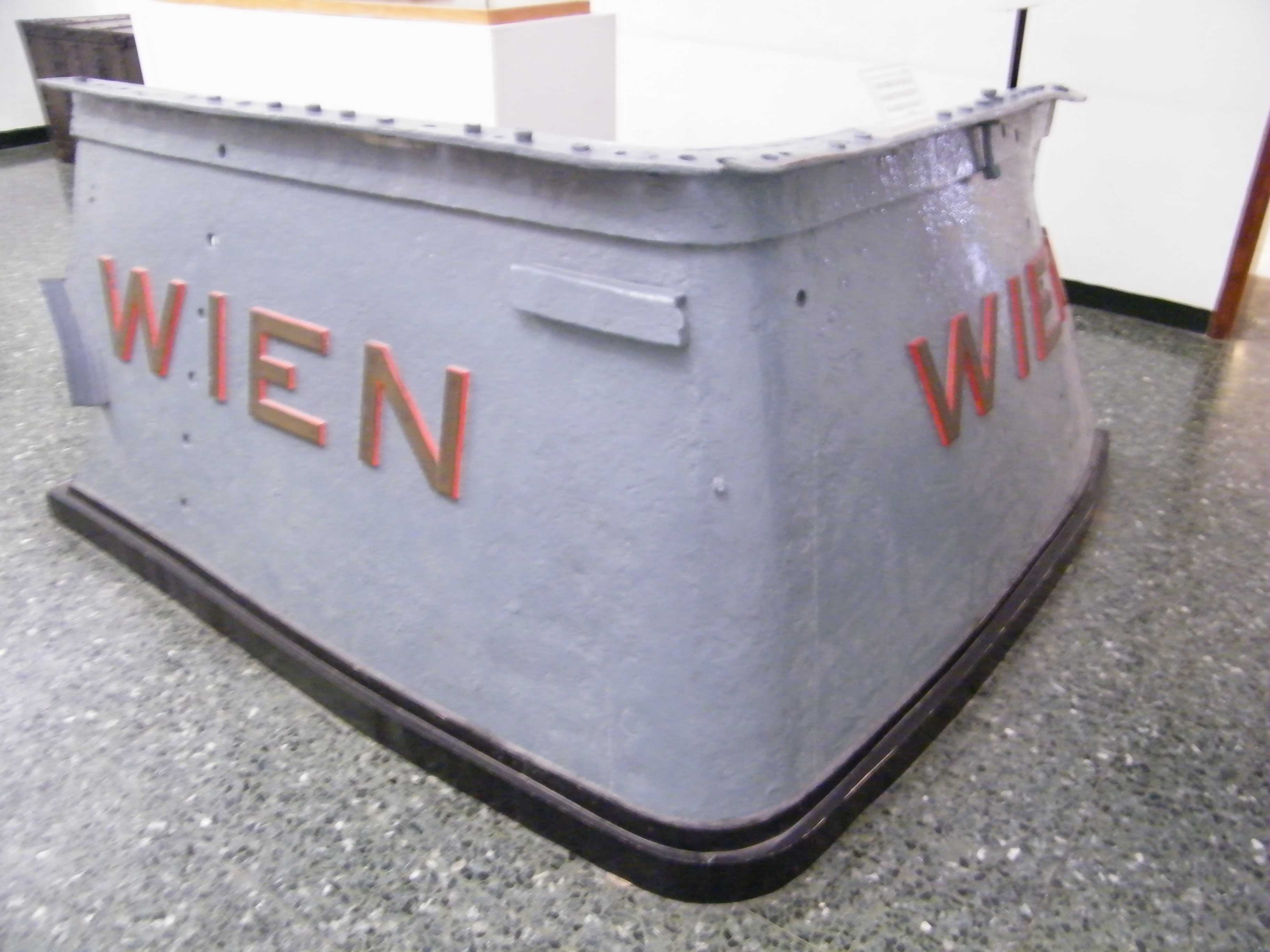
Frammento della poppa della corazzata austriaca Wien
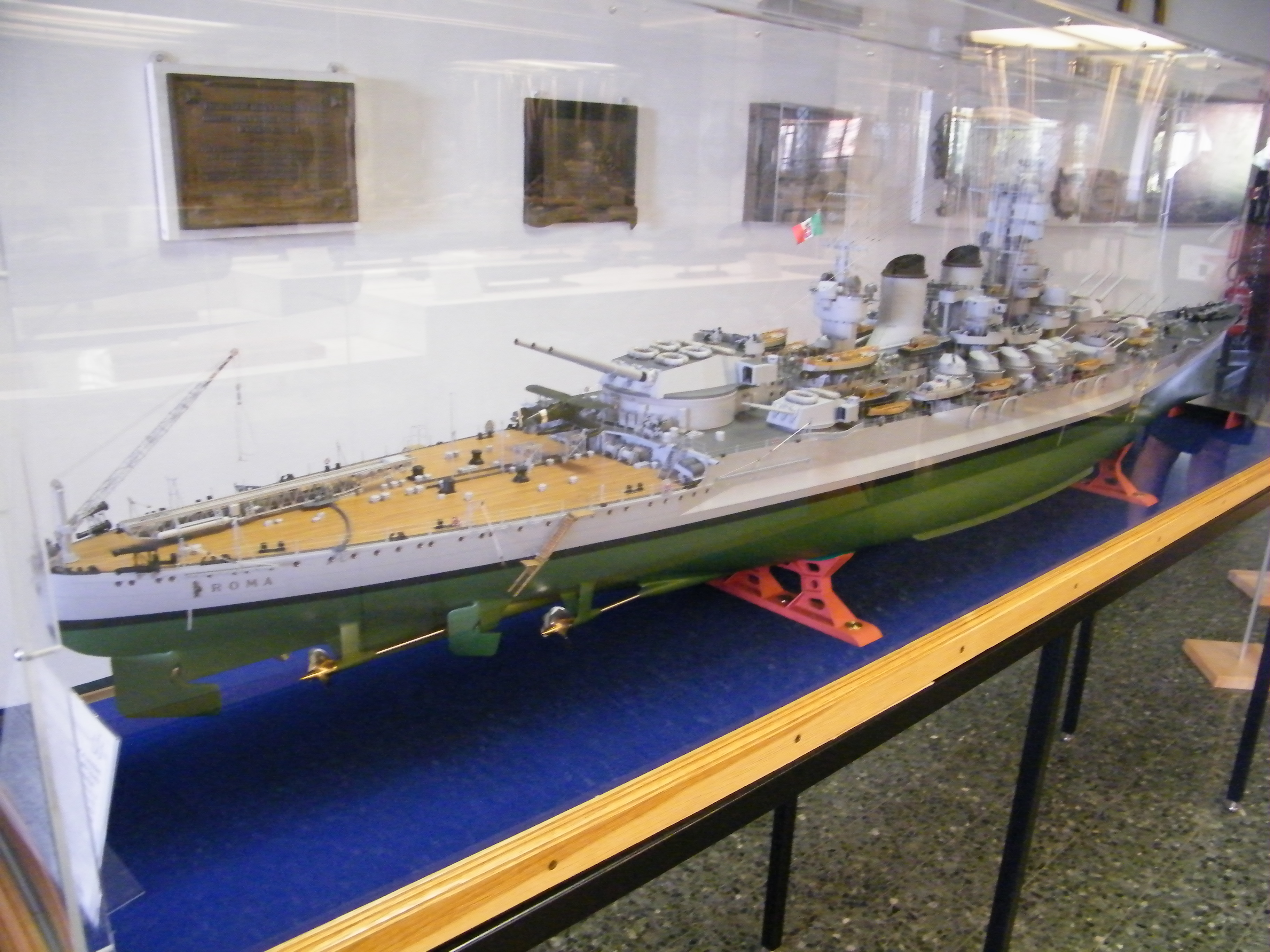
Modellino della corazzata italiana Roma

## Collegamenti di linea
- Vaporetto Actv linea 1 - 4.1 - 4.2 fermata Arsenale